# Abacoceraphron ocellaris
Abacoceraphron ocellaris är en stekelart som beskrevs av Paul Dessart 1975. Abacoceraphron ocellaris ingår i släktet Abacoceraphron och familjen pysslingsteklar. Inga underarter finns listade i Catalogue of Life.